# Spotted dick

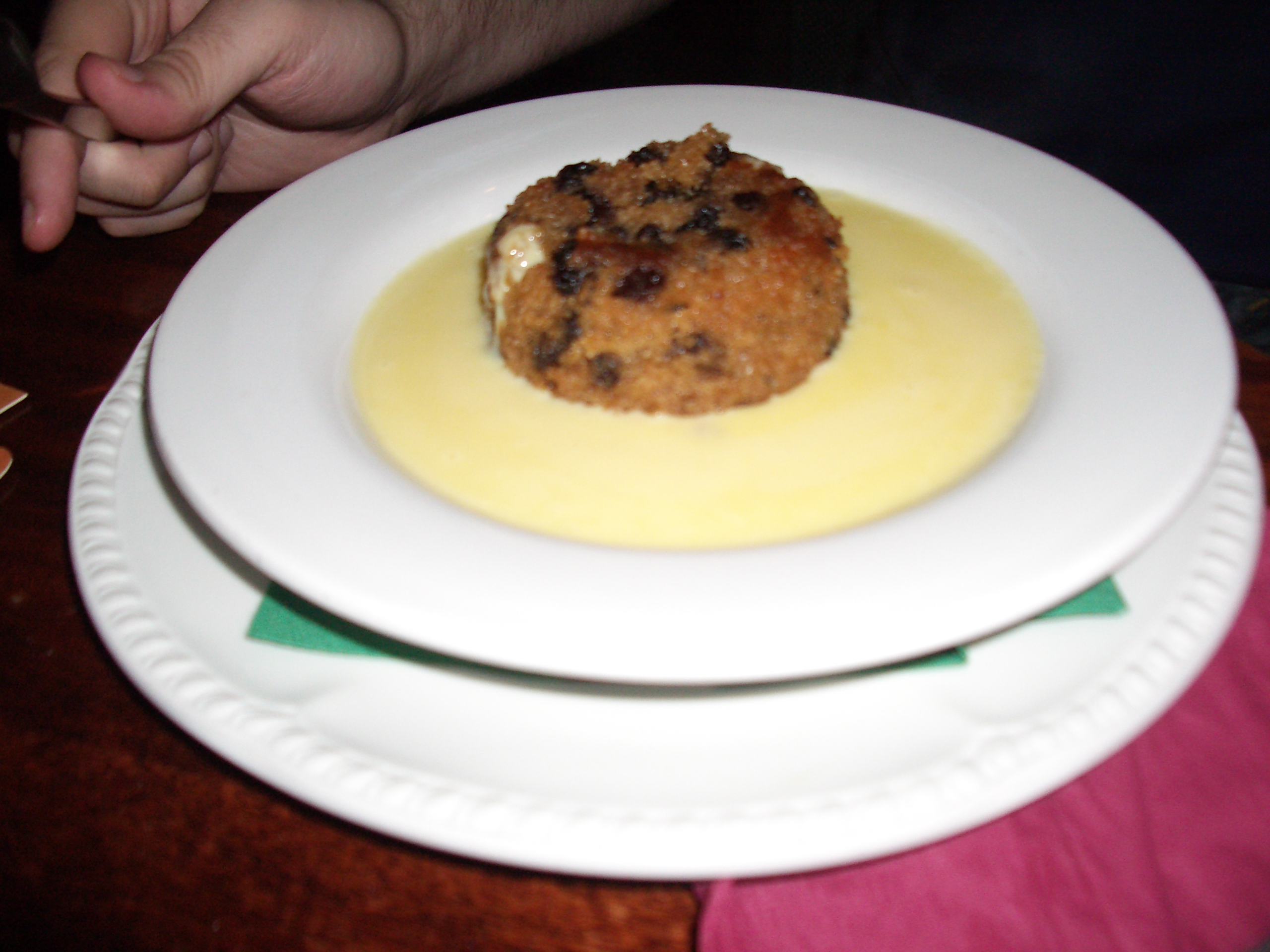
Spotted dick met custard

Spotted dick is een nagerecht. Het bestaat uit cake met niervet, waarin gedroogde rozijnen of krenten zijn verwerkt. Hierover wordt gewoonlijk custard gegoten. 
Volgens het Oxford English Dictionary zou de uitvinder de Franse kok Alexis Soyer in de 19de eeuw zijn geweest. De herkomst van de naam is onduidelijk, maar kan een verbastering van ‘deeg’ zijn. ‘Spotted’ verwijst naar de spikkels die de gedroogde vruchten op de buitenkant van het gerecht vormen.
Aangezien ‘dick’ zowel een koosvariant van de naam Richard is als een vulgair synoniem voor ‘penis’ (het kan dus ook gelezen worden als ´gespikkelde penis´), hebben overheidsinstanties herhaaldelijk gepoogd het dessert in spotted Richard om te dopen, zo bijvoorbeeld in 2001 de NHS van Gloucestershire en in 2009 de districtsraad van het graafschap Flintshire. Door protest werden deze maatregelen evenwel teruggedraaid. In de Adrian Mole boekenserie wordt hiermee een loopje genomen in een briefwisseling tussen de hoofdpersoon en een Amerikaanse penvriend (die veelvoorkomende verschillen tussen Brits- en Amerikaans-Engels blootlegt). De penvriend vraagt of spotted dick een geslachtsziekte is, waarop Adrian verbolgen reageert op diens seksuele bijgedachten over zijn lievelingstoetje.
Spotted dick is algemeen in supermarkten verkrijgbaar.